# Taatskom

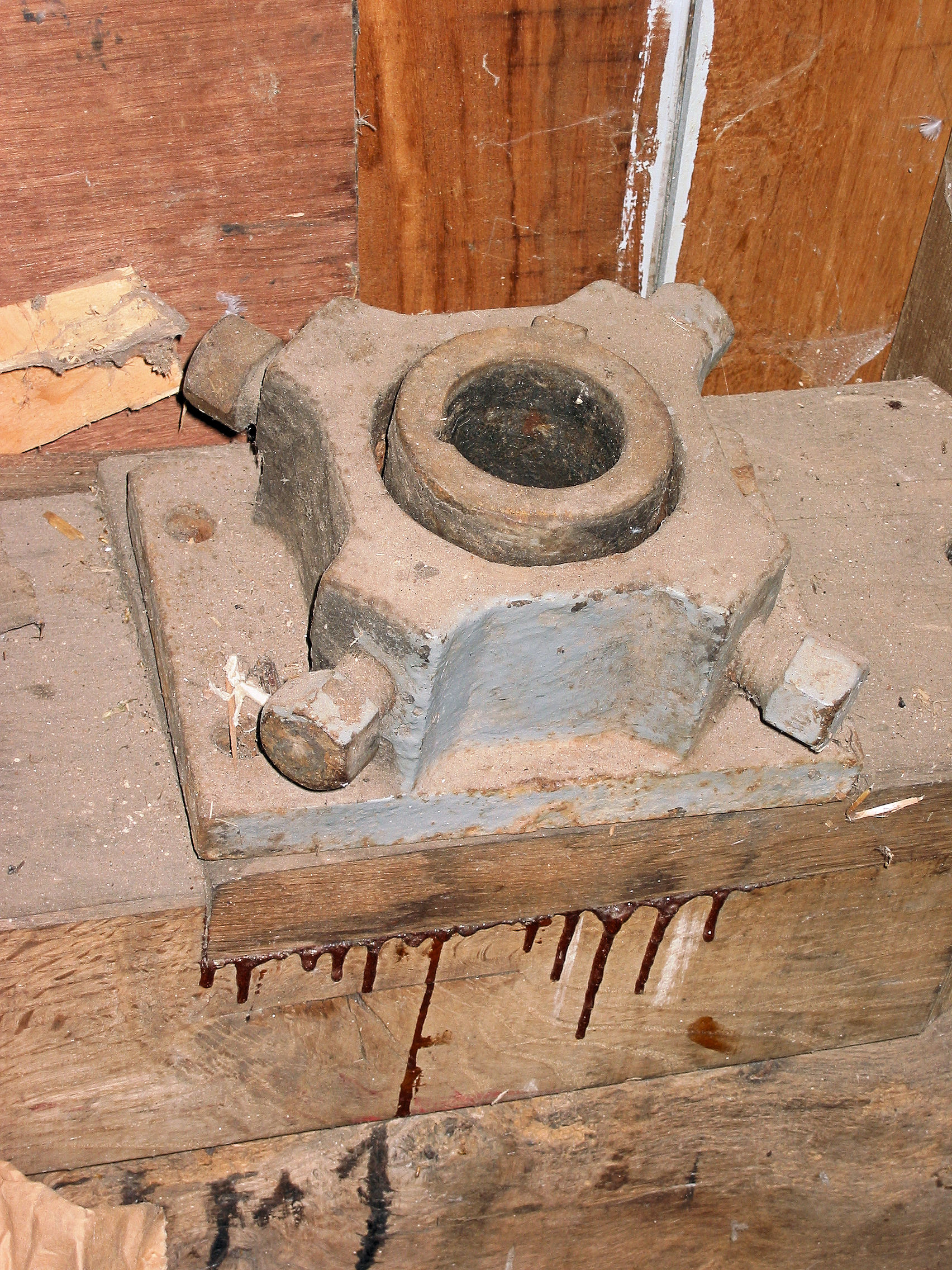
Taatspot

Een taatskom is dat deel van een taatslager, waarin de taats (een pen) draait. Deze glijlagervariant van het taatslager vindt men bijvoorbeeld bij:
- een molen onderaan de koningsspil. Men spreekt dan van een taatspot.
- oude puntdeuren van een sluis, onder de verticaal geplaatste as waar de deur om draait. In dat geval spreekt men van een keuspot.